# Phyllanthus arenicola
Phyllanthus arenicola là một loài thực vật có hoa trong họ Diệp hạ châu. Loài này được Casar. miêu tả khoa học đầu tiên năm 1845.